# Louise Brooks
Louise Brooks (n. 14 noiembrie 1906 — d. 8 august 1985) a fost o dansatoare și actriță americană a filmului mut. La sfârșitul vieții a devenit critică a filmului mut și scriitoare.
A dansat în spectacolul Follies (1925), regizat de Florentz Ziegfeld. A scris cartea Lulu la Hollywood în 1982.